# عبد الحليم (لاعب كريكت)
عبد الحليم (2 نوفمبر 1998 - ) (بالبنغالية: আব্দুল হালিম)‏ هو لاعب كريكت بنغلاديشي.

## وصلات خارجية
- عبد الحليم على موقع إي آس بي آن كريك إنفو (الإنجليزية)